# 밀도파

밀도파 이론에서 설명하는 나선팔의 개요.

밀도파(密度波, density wave)란 치아치아오 린과 프랭크 수가 1960년대 중반에 나선은하의 구조를 설명하기 위해 도입한 개념이다. 이 이론을 사용하면 나선은하의 구조 뿐 아니라 토성의 고리 같은 것도 성공적으로 설명할 수 있다.
원래 천문학자들은 나선은하의 나선팔이 물질이라고 생각하고 있었다. 그러나 만약 그렇다면 은하 중심에 가까운 물질이 은하 바깥쪽에 있는 물질보다 빠르게 돌기 때문에 나선팔이 점점 빽빽하게 조이게 된다. 그렇게 되면 나선팔을 은하의 다른 부분과 구분할 수 없게 될 것이다. 이것을 소위 감기 문제(winding problem)라고 한다.
1964년에 린과 수는 나선팔의 본질이 물질이 아니며, 마치 고속도로의 교통정체와 같이 밀도가 더 높은 구역이라고 주장하였다. 교통체증이 발생하면 교통체증 구역의 가운데 부분에서 자동차의 밀도는 최대가 되고, 자동차들은 체증 속을 빠져 지나간다. 하지만 교통체증 자체의 위치는(자동차들에 대하여) 움직이지 않는다. 은하에서는 항성, 기체, 티끌, 그외의 것들이 밀도파 속을 지나가며 눌렸다가 밀도파를 빠져나가는 것이다.
특히 밀도파 이론에서는 "은하 중심에서의 반경이 다른 별들 사이의 중력적 상호작용"이 감기 문제의 발생을 막아줄 수 있으며 나선 모양을 유지하게 된다고 주장한다.

## 같이 보기
- 막대나선은하
- 암흑물질
- 은하
- 나선은하